# Rhabdomastix brittoni
Rhabdomastix brittoni är en tvåvingeart som beskrevs av Alexander 1933. Rhabdomastix brittoni ingår i släktet Rhabdomastix och familjen småharkrankar. Inga underarter finns listade i Catalogue of Life.